# Кемское городское поселение
Кемское городско́е поселе́ние — муниципальное образование в Кемском районе Карелии Российской Федерации.
Административный центр — город Кемь.

## История
Статус и границы городского поселения установлены Законом Республики Карелия от 1 ноября 2004 года № 813-ЗРК «О городских, сельских поселениях в Республике Карелия».

## Население
| 2009    | 2010    | 2012    | 2013    | 2014    | 2015    | 2016    |
| ------- | ------- | ------- | ------- | ------- | ------- | ------- |
| 13 216  | ↗13 683 | ↘13 314 | ↘13 105 | ↘12 795 | ↘12 553 | ↘12 344 |
| 2017    | 2018    | 2019    | 2020    | 2021    | 2023    |         |
| ↘12 195 | ↘11 772 | ↘11 445 | ↘11 205 | ↘10 418 | ↘10 093 |         |

## Населённые пункты
В городское поселение входят 4 населённых пункта:
| № | Населённый пункт           | Тип населённого пункта | Население |
| - | -------------------------- | ---------------------- | --------- |
| 1 | Кемь                       | город                  | ↘9712     |
| 2 | Вочаж                      | посёлок                | ↘43       |
| 3 | 14 км дороги Кемь-Калевала | посёлок                | ↗604      |
| 4 | 6 км дороги Кемь-Калевала  | посёлок                | →4        |